# Крис Бош
Кристофер Весон "Крис" Бош (енгл. Chris Bosh; Далас, САД, 24. март 1984) је амерички, бивши професионални кошаркаш. Играо је на позицији крилног центра. Изабран је у 1. кругу (4. укупно) НБА драфт а НБА драфта 2003. од стране Торонто Репторса.

## Детињство и младост
Рођен је у Даласу 24. марта 1984. од Ноела и Фриде Бош, а детињство је провео у Хачинсу (Тексас). Бош је често испред куће играо кошарку са својим млађим братом Џоелом. Са четири године научио је да дрибла у дворани где је његов отац играо утакмице. Иако је Бош од своје ране младости због своје висине могао да игра кошарку, правила кошаркашке игре научио је тек у четвртом разреду. Осим бављења кошарком, Бош је до средње школе играо и бејзбол. Кад је одрастао, Бош је изјавио је да су на њега највећи утицај имали родитељи. Бош је пажњу скаута с колеџа привукао када је предводио своју средњошколску екипу средње школе Линколн до првог места у држави и савршеног скора 40-0 у националном првенству.
Као тинејџер, Бош је пред 16.990 навијача са 23 поена, 17 скокова и 9 блокада предводио "Lincoln High" до државног наслова Класа 4А. Бош је касније именован средњошколским играчем године, играчем године у Тексасу. С добрим оценама и кошаркашким вештинама, Бош је могао да бира где ће наставити школовање. Иако је на универзитетима Флорида и Мемфис чинио озбиљне покушаје, на препоруку универзитетског тренера Џорџија тека Пола Хјуита одлучио се за њихов универзитет.
Уписао је графички дизајн и електронску графику, а накнадно и менаџмент. Као фрешмен, Бош је у просеку постизао 15,6 поена, 9,0 скокова и 2,2 блокаде у 31 утакмици, предводећи Атлантик коаст конференцију по проценту шута (.560). Тиме је постао тек други фрешмен којем је то пошло за руком. Бош је најпре одлучио да настави своје универзитетско образовање, али је по завршетку сезоне 2002/03. одлучио да се пријави на НБА драфт.

## НБА

#### Руки сезона
Бош је изабран као 4. избор првог круга НБА драфта 2003. од Торонто Репторса, на којем су исте године изабрани једни од најбољих кошаркаша данашњице - Леброн Џејмс, Двејн Вејд, Кармело Ентони. У својој првој сезони, Бош уместо да игра своју природну позицију крилног центра, био је присиљен играти центра због одласка Ентонија Дејвиса у Чикаго Булсе. Из ноћи у ноћ, Бош млад и неискусан играња у НБА, борио се са осталим снажним и јаким центрима лиге. Као новајлија, Бош је у просеку постизао 11,5 поена, 7,4 скокова, 1,4 блокаде за 33,5 минута по утакмици. Одиграо је 75 утакмица регуларног дела сезоне, предводећи све новајлије по броју скокова и блокада. На крају сезоне изабран је у прву петорку новајлија.

#### Све из почетка
Након одласка разочараног Винс Картера из Торонта, у децембру 2004. Бош је постао главна звезда и вођа нових Репторса. Без Картера, Бош је у просеку постизао 18,4 поена, 9,5 скокова, 1,6 блокада за 38,1 минуту по утакмици. За своје одличне игре, Бош је у јануару 2005. добио прву награду за Играча недеље Источне конференције. Како се крај сезоне приближавао, НБА аналитичари су предвиђали да би Бош једног дана могао постати Ол-Стар играч. Бош је сезону завршио као најбољи стрелац и скакач свог клуба.
Пре почетка сезоне 2005/06., Бош је именован за новог капитена Репторса. Бош је у првом делу сезоне био на дабл-дабл учинку, предводећи свој тим у поенима, скоковима и шуту из игре. 9. фебруар 2006, Бош је као резервно крило по први пут у својој каријери изабран на НБА Ол-Стар утакмицу. Тиме је постао тек трећи Рептор, након Картера и Дејвиса који је играо на Ол-Стару. У марту 2006, након што је сезону завршио на листи повређених, Репторси су направили однос 1-10. Репторси су сезону завршили са скором 27-55, а Бош је у просеку постизао 22,5 поена, 9,2 скокова и 2,6 асистенција по утакмици.
Након што су Репторси направили велики ремонт у свом тиму, Бош је потписао нови трогодишњи уговор са опцијом продужења на четврту, а уговор је био вредан 65.000.000 $.

#### Вођа дивизијских првака
Након лошег почетка сезоне 2006/07., Репторси су до Ол-Стар паузе успели забележити позитиван однос победа и пораза. 25. јануар 2007, Бош је изабран као члан стартне петорке Ол-Стар утакмице. Бош је добио други највећи број гласова од свих крилних центара Источне конференције. Био је то његов први Ол-Стар као члан прве петорке и други укупно у каријери. У првом делу сезоне у просеку је бележио дабл-дабл учинак од 22 поена и 11 скокова по утакмици. 31. јануар 2007, Бош је против Вашингтон Визардса крајем треће четвртине погодио кош са истеком времена. Из игре је „гађао“ 15/15, након што је промашио почетна четири шута. Бошова одлична форма омогућила му је да добије признање за најкориснијег играча месеца фебруара 2007. у Источној конференцији. У просеку је постизао 25,4 поена и 9,1 скок, а у том месецу предводио је Репторсе до скора 10-5. 7. фебруар 2007, Бош је постигао рекордних 41 поен, док су током утакмице навијачи Репторса скандирали: „МВП-МВП-МВП“. Два дана касније, Бош је против Лос Анђелес Лејкерса забележио 29 поена и 9 скокова, а посебно је добро одиграо у другом делу када је из игре шутирао 10 од 10.
28. марта 2007, Бош је против Мајами Хита постао нови рекордер франшизе Репторса по броју дабл-дабл учинка. По трећи пут у каријери изабран је за играча недеље Источне конференције и одвео је Торонто до првог плејофа у задњих пет година. Торонто је по први пут у историји франшизе освојио наслов првака дивизијског, укључујући и најбољи однос 45-37 у историји франшизе. Бош је у регуларном делу сезоне у просеку био на дабл-дабл учинку од 22,6 и 10,7 скокова, док су у плејофу те бројке биле нешто мање од 17,5 поена и 9,0 скокова по утакмици. На крају сезоне изабран је у Ол-НБА другу петорку.

#### Повреде уништиле сезону
Пре почетка сезоне 2007/08., Репторси су заједно с Барњанијем, првим избором НБА драфта 2006, Бошом и Торонтовим новим појачење Џејсоном Капоном, покушали унапредити своју нападачку игру. Међутим, како је сезона одмицала ствари се нису одвијале како треба. Сам Бош је имао слаб почетак сезоне, но како се сезоне одвијала, Бош је подигао свој ниво форме и изабран је за Играча недеље месеца јануара у Источној конференцији. 31. јануара 2008, Бош је изабран на НБА Ол-Стар утакмицу 2008. У међувремену, Торонто је наставио да се бори са својим проблемима, а све се још погоршало када се после повреде вратио Ти Џеј Форд, фрустриран играњем другог плеја екипе иза Хосе Калдерона. Ипак, чак и са повредама кључних играча Боша (15 утакмица), Хорхе Гарбахосе (75 утакмица) и Ти Џеј Форда (31 утакмица), Репторси су успели изборити скоп 41-41 и са 6. места на Истоку пласирати се у плејоф. Међутим, Репторси су у плејофу већ у 1. кругу у серији 4-1 поражени од Орландо Меџика. За разлику од претходних сезона, Бош овог пута није изабран ни у један Ол-НБА тим.

#### Лоша сезона Репторса
Пре почетка сезоне 2008/09., Торонто је у размени играча са Индијана Пејсерсима добио шестоструког Ол-Стара Џермејна О’Нила, док су Форд, Рашо Нестеровић, Рој Хиберт и 17. избор НБА драфт а 2008. постали чланови Пејсерса. Бош - који је освојио златну медаљу на Олимпијским играма у Пекинг у 2008. - Сезону је започео врло добро и у тандему са О’Нилом играо најбољу одбрану у каријери. У просеку је постизао 26 поена, 10 скокова и 3,7 асистенција, а већ у прве три утакмице по пети пут у својој каријери изабран је за Играча недеље Источне конференције. Недељу дана касније, Бош је срушио рекорд Ентонија Дејвиса по броју скокова у историји франшизе Репторса.
Међутим након слабог старта (разлог спора аклиматизација О’Нила на нови систем) и 15 утакмица у сезони отпуштен је тренер Сем Мичел, а на његово место је дошао Џеј Тријано. Репторси су договарали замену с Далас Мавериксима према којој би Џош Хауард појачао Торонто, док би у супротном смеру отишли Андреа Барњани и Ентони Паркер. Но, после повреде Џермејна О’Нила, италијански репрезентативац Барњани игра одлично с просеком око 20 поена по утакмици, те је његова игра знатно отежала одлуку генералног менаџера Коланђела да га замени. 29. јануара 2009, Бош је као резерва позван на НБА Ол-Стар утакмицу, међутим повреда га је избацила са кошаркашких терена. Две недеље касније, Репторси су направили још једну размену у којој су у клуб стигли Шон Мерион и Маркус Бенкс, док су у смеру Мајами Хита отишли Џермејн О’Нил и Џамарио Мун. Размена играча није поправила лош скоп клуба, а Репторси су седам утакмица пре краја регуларног дела елиминисани из плејофа. Једино што је добро било за Бош у овој сезони је његова статистика, јер је просечно бележио 22,7 поена и 10 скокова по утакмици.

#### Мајами Хит
У одговору на разна медијска препуцавања да ће на крају сезоне бити размењен, Бош је одговорио да не жели да буде мењан. Генерални менаџер Репторса Брајан Коланђело, најавио је да ће Бошу на лето понудити продужење уговора. Међутим, иако је претходно најавио да жели да остане у клубу, одбио је да потпише нови уговор и да жели 2010. године бити слободан играч (заједно са Леброн Џејмсом, Двејн Вејдом, Амаре Стодемајером и Стив Нешом) како би потписао за клуб са најбољом могућом солуцијом. 7. јула 2010. Бош је своју каријеру одлучио да настави у екипи Мајами Хита. 9. јула 2010. Бош је официјелно представљен заједно са Џејмсом и Вејдом.
У својој првој сезони у Мајамију, 2010/11, стигао је до НБА Финала, али су Хит тамо заустављени од стране Далас Маверикса предвођених сјајним Дирком Новицким. Бош је регуларни део сезоне завршио са просечно 18,7 поена и 8,3 скокова а у плејофу је имао 18,6 поена и 8,5 скока.
Сезону 2011/12 Мајами је освојио победом у финалу над Оклахома Сити Тандеру у серији од 4-1.
Бошу је то био први НБА прстен у каријери. На 57 утакмица регуларне сезоне имао је просечно 18 поена и 7,9 скокова док је у плејофу на 14 утакмица имао у просеку 14 поена и 7,8 скокова.
У сезони 2012/13 Крис Бош осваја свој други шампионски прстен наступајући за Мајами Хит. Мајами је у финалу савладао Сан Антонио Спарсе и то у седам утакмица.
У 4. утакмици финала, Бош је уписао 20 поена и 13 скокова.
Остаће упамћен Бошов офанзивни скок у 6. мечу Великог финала на око 7 секунди до краја. Тако је Бош обезбиједио шут за три поена Реју Алену на пет секунди до краја. Био је то почетак краја за Сан Антонио Спарсе. Мајами је касније, у продужетку шестог сусрета успио да савлада ривала, а и да озваничи титулу побједом у седмој утакмици. У том мечу Крис Бош је био незапажен, играјући у нападу против Тима Данкана.
Крајем 2015. открива се болест крвних зрнаца, због које је паузирао читаву сезону 2015/16.
Повукао се из кошарке 31.05.2017. године.

## Америчка репрезентација
Након почетка НБА каријере, Бош је у марту 2006. потписао двогодишњи уговор којим се обавезао да ће бити члан америчке кошаркашке репрезентације најмање до 2008. године. У августу 2006, Бош је заједно са генерацијом НБА драфта 2003. Двејном Вејдом, Леброном Џејмсом, Кармело Ентонијем и Кирком Хајнрихом, изабран за списак америчке репрезентације која ће учествовати на Светском првенству у Јапану 2006. године. Репрезентација је у борби за бронзану медаљу победила олимпијске прваке из 2004. Аргентину. Бош је на крају првенства био шести по проценту шута из игре.
Након сезоне 2006/07. Бош је изабран на списак играча који ће играти на првенству ФИБА Америка 2007. године. Међутим, због повреде стопала пропустио је такмичење. 23. јуна 2008. изабран је на списак играча америчке репрезентације која ће учествовати на Олимпијским играма у Пекинг у 2008. године. Током такмичења, Бош је у игру улазио као резерва, за првог центра репрезентације Двајта Хауарда. Америчка репрезентација је на Олимпијским играма освојила златну медаљу, победивши у неизвесном финалном двобоју Шпанију 118:107. Током целог такмичења у просеку је постизао 9,1 поена и 6,1 скокова по утакмици.